# ماده‌باوری فرهنگی
ماده‌باوری فرهنگی یا ماده‌گرایی فرهنگی یا ماتریالیسم فرهنگی یک نظریه کلان در انسان‌شناسی و استوار بر این اصل می باشد که اکثر ابعاد فرهنگی انسان را می توان از خلال اشکال مادی فرهنگ توضیح داد. 